# Sabatinca quadrijuga
Sabatinca quadrijuga là một loài bướm đêm thuộc họ Micropterigidae. Nó được Edward Meyrick miêu tả năm 1912. Nó được tìm thấy ở New Zealand.